# Prskavka

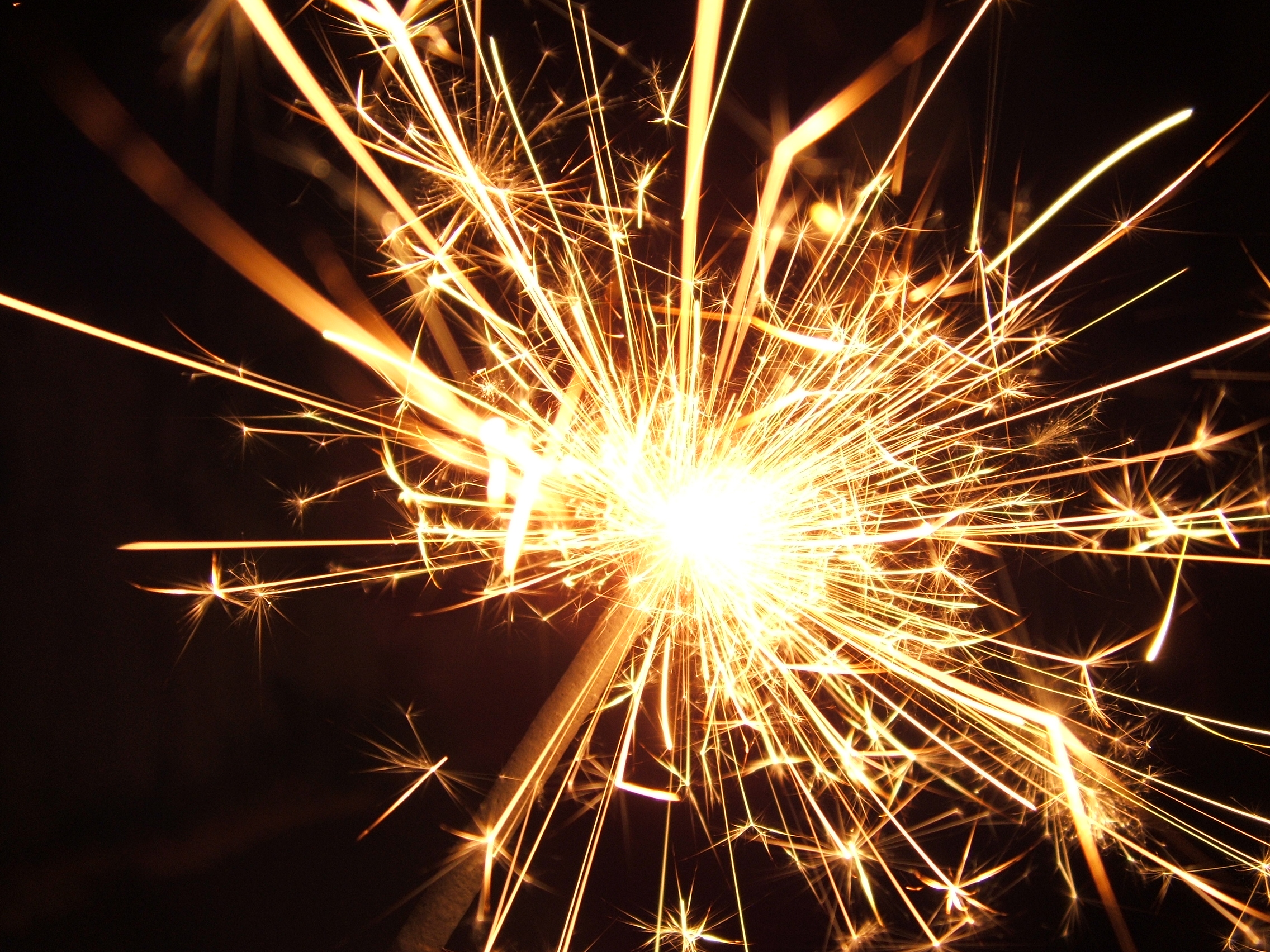
Hořící prskavka

Prskavka je druh zábavní pyrotechniky, ve které během jejího hoření dochází k chemické reakci, během které vznikají drobné hořící částečky. Tyto části odpadávají od vlastního tělesa prskavky, čímž vzniká vizuální vjem odpadávajících jisker. Prskavky se skládají z hořlavé směsi, která je umístěna zpravidla na nehořlavé tyčce, jež je současně využívána i pro držení hořící prskavky. Prodávány jsou prskavky různé délky a barvy efektu.
Prskavky jsou většinou používány o Vánocích jako zábava a dekorace.
Prskavky hoří vlivem směsi, která obsahuje 4 hlavní složky. Jedná se o najemno namletý prášek z dřevěného uhlí, okysličovadla (oxidačního činidla), kterým je nejčastěji dusičnan barnatý či dusičnan draselný (obsah cca 50 %), dále práškového hliníku (cca 10 %) či železných pilin a také pojivo často v podobě škrobu, které drží jednotlivé komponenty pohromadě. Vlivem zapálení prskavky začne docházet k vzájemné reakci složky s okysličovadlem za vzniku extrémně vysoké teploty okolo 1000 až 1100 °C a kyslíku. Během té dochází ke vzniku oxidu železitého a oxidu hlinitého, které tvoří odpadávající složky a který vytváří typický efekt prskavky.